# Áno Séli (Imathie)
Áno Séli (grec moderne : Άνω Σέλι) est une localité située dans le dème de Náoussa, dans le district régional d'Imathie, dans la periphérie de Macédoine-Centrale, en Grèce.
Selon le recensement de 2011, elle compte 43 habitants.